# Мария Виттория даль Поццо
Мария Виттория Карлотта Энриетта даль Поццо (итал. Maria Vittoria dal Pozzo; 9 августа 1847 — 8 ноября 1876) — итальянская аристократка, носила титул принцессы делла Чистерна. Выйдя замуж за Герцога Аостского, сына короля Италии Виктора Эммануила II, она позднее стала королевой-консортом Испании и оставалась ею до отречения мужа в 1873 году. Является предком ныне живущего герцога Апулийского, претендента на главенство в Савойской династии.

## Детство
Мария Виттория родилась в Париже в семье Карла Эмануэля даль Поццо, принца делла Чистерна, и его жены Луизы Каролины Гислаины де Мероде, графини Мероде-Вестерлоо. Семья её отца была старинным аристократическим родом с острова Сардиния, семья матери была связана с династией Гримальди. Благодаря положению своей семьи, получила полное образование. После смерти отца, скончавшегося в Турине 26 марта 1864 года, её мать сошла с ума и отказываясь хоронить мужа, проводила вместе с дочерьми дни и ночи у его тела. Как следствие, младшая дочь Беатриче Джузеппа Антония Луиза (1851—1864) спустя месяц умерла от тифа, усугубившегося эмоциональным расстройством. Смерть Беатриче окончательно расстроила душевное здоровье Луизы де Мероде и она на долгие годы закрылась в туринском замке Чистерна, окружив себя и Марию Витторию глубочайшим трауром, который длился до тех пор, пока Мария Виттория не повстречала будущего мужа.

## Замужество
После объявления помолвки, указом короля Виктора Эммануила II Мария стала именоваться Её Королевским Высочеством. В честь будущего свекра она добавила среднее имя Виттория.
Мария вышла замуж за Амадея, Герцога Аостского в 1867 году в часовне Королевского дворца в Турине. После женитьбы, её именем стало Её Королевское Высочество Принцесса Мария Виттория Итальянская, герцогиня Аоста.

## Жизнь в Испании
В 1871 году по приглашению Хуана Прима её муж занял престол Испании под именем Амадей I и семейство перебралось в Мадрид. Дети Амадея и Марии Виттории получили титулы испанских инфантов.
Малоизвестная сегодня в самой Испании, по причине политической нестабильности в период кратковременного правления её мужа, королева Мария Виттория во второй половине XIX века была любима народом за уважительное отношение к традициям и покладистый характер. В Мадриде родился младший сын королевы. Никогда не интересовавшаяся политикой Мария Виттория, занималась обычной для королевы деятельностью — благотворительностью. Благодаря её усилиям в Мадриде был открыт первый детский сад для детей прачек, работавших на реке Мансанарес.
У Марии Виттории и Амадея I было трое сыновей:
- Эмануэль Филиберто (1869—1931), 2-й герцог Аоста;
- Виктор Эммануил (1870—1946), граф Туринский;
- Луиджи Амедео (1873—1933), герцог Абруццо, известный путешественник.

## Изгнание
После падения Савойской династии в Испании, королева с семьей отправилась в Португалию, спустя всего несколько дней после рождения младшего сына.
Мария Виттория умерла от туберкулеза в возрасте 29 лет в Сан-Ремо. Похоронена в базилике Суперга в Турине.